# Zornička (folyóirat, 1864–1922)
Zornička az első szlovák nyelven megjelenő ifjúsági lap volt Magyarországon. A kezdetben kéthavonta megjelenő lap első lapszámát 1864-ben nyomtatták Újvidéken. Kiadását 1871-től Turócszentmártonban folytatták, ekkor már kéthetente jelent meg. 1908 és 1914 között Budapesten adták ki. Az első világháború után, 1920 és 1922 között Pozsonyban jelentették meg havonta. Csehszlovákiában 1948-ban azonos néven, de eltérő tartalommal képes irodalmi gyermekeknek szóló újságot indítottak.